# Γ-Decalactona
La γ-decalactona és una lactona amb una intensa aroma de préssec. És present de manera natural en moltes fruites i en alguns productes fermentats. S'utilitza com a additiu alimentari i saboritzant en begudes, essent especialment important en la formulació d'aromes com la de préssec, albercoc i maduixa. També es fa servir en l'elaboració de fragàncies per a cosmètica, productes farmacèutics i béns de consum.